# Gestion des problèmes
La gestion des problèmes est un des six processus de la partie « Soutien de service » des bonnes pratiques ITIL v2 ; l'un des 5 processus de la partie « Exploitation de services » des bonnes pratiques ITIL v3 ; l'un des 17 de la partie « Gestion des services » (Service management) d'ITIL v4. 
Un problème est la cause inconnue d'un incident significatif ou de plusieurs incidents présentant les mêmes symptômes affectant le bon fonctionnement du système d'information ou du "métier" de l'entreprise.

## Objectifs
L'objectif de la gestion des problèmes est d'identifier les incidents récurrents, trouver une solution de contournement aux incidents et problèmes qui peuvent être résolus, ou minimiser l'impact de ceux qui ne peuvent pas l'être.
Il s'agit de résoudre les dysfonctionnements en organisant et en contrôlant l'utilisation des ressources[réf. souhaitée]. Il s'agit aussi de corriger les incidents répétitifs. En effet, pour traiter correctement et rapidement un incident récurrent qui se présente, il est indispensable que les informations (c'est-à-dire la connaissance, sous forme de conseils ou de solution) soient disponibles et accessibles rapidement (pertinence, facilité d’interprétation) - ceci dès les premières phases d’un incident. On constate que beaucoup d’incidents arrivant au centre de services ne sont pas nouveaux ni inédits : les équipes d'assistance ont souvent déjà rencontré et résolu des incidents similaires : c'est ce que l'on appelle les « erreurs connues ». L’utilisation optimale de ces informations est de les documenter et de les contextualiser, de telle manière que le support de premier niveau puisse les utiliser facilement.